# Ел Италијано, Ел Салвијал (Халиско)
Ел Италијано, Ел Салвијал (шп. El Italiano, El Salvial) насеље је у Мексику у савезној држави Најарит у општини Халиско. Насеље се налази на надморској висини од 980 м.

## Становништво
Према подацима из 2005. године у насељу је живело 9 становника.

### Хронологија
| Година       | 2000        | 2005 |
| ------------ | ----------- | ---- |
| Становништво | 18 (8 / 10) | 9    |

### Попис
| # | Индикатор                        | Вредност |
| - | -------------------------------- | -------- |
| 1 | Укупно појединачних домаћинстава | 1        |